# 李元鼎
李元鼎（1595年—1670年），字子彝，號梅公，江西吉安府吉水縣（今江西省吉水縣）人，明末清初政治人物。

## 生平
天啓二年（1622年），登壬戌科進士。崇禎年間，授行人司行人。崇禎二年（1629年），改吏部考功司主事。崇禎三年，改文選司主事，崇禎四年，改稽勳司員外郎、考功司員外郎、文選司員外郎。升光祿寺少卿。
崇禎十七年（大順永昌元年，清順治元年，1644年）李自成攻入北京后，再授光祿寺少卿。李自成敗，李元鼎降清。同年，授太僕寺少卿。順治二年（1645年），升任太僕寺卿、太常寺卿。順治二年，授兵部右侍郎。順治八年（1651年），升任兵部右侍郎、殿試讀卷官、兵部左侍郎。去官回鄉，優遊林下十餘年卒》

## 著作
有《灌研齋集》4卷、《石園全集》30卷，《灌硯齋文集》4卷，《灌硯齋續集》4卷。

## 家庭
- 妻：罗氏
- 妾：朱中楣（1622年－1672年），字懿則，一字遠山，江西南昌人。為明宗室寧藩瑞昌府輔國中尉朱議汶次女。
- 子：李振祺 （元配嫡子），李振裕（1641年－1707年），妾朱氏所生，字維饒，號醒齋。